# Ignimbrita
La ignimbrita és un tipus de roca volcànica, àcida i compacta, amb grau de cristal·lització holovítria. En els dipòsits d'ignimbrites s'observa amb freqüència la presència de fragments d'obsidiana, més o menys alterats i aixafats, de forma allargada que es denominen flames. Es troba a extenses colades produïdes per l'efusió de la lava no ja per un cràter volcànic, sinó per llargues fissures del terreny volcànic. Consisteixen en una toba formada per cendres i partícules de silicats procedents de l'escuma de laves viscoses produïdes en una erupció volcànica. Al principi és una roca incoherent i gairebé consolidada, però després pot ser, per compressió o aglomeració en calent, tan compacta com l'obsidiana.